# Общество содействия успехам опытных наук и их практических применений
Общество содействия успехам опытных наук и их практических применений имени Х. С. Леденцова (Леденцовский фонд) — негосударственная, самостоятельная общественная организация учёных, призванная содействовать научному и техническому прогрессу. Общество просуществовало девять лет (1909—1918).

## История
Общество было основано в Москве в соответствии с завещанием вологодского купца 1-й гильдии Х. С. Леденцова, утверждено Министерством народного просвещения 24 февраля 1909 года в совместном ведении Императорского Московского университета и Императорского Московского технического училища.
Для открытия общества Х. С. Леденцов первоначально внёс в кассу Московского университета 100 тыс. рублей, а по завещанию передал на его цели всё своё состояние (свыше 1 млн. рублей), составившее «неприкосновенный капитал им. Х. С. Леденцова», проценты с которого шли в доход общества. По мысли Леденцова (на решение которого повлияло его общение в Москве с группой профессоров-естествоиспытателей во главе с Н. А. Умовым), целью существования общества являлось оказание помощи «преимущественно таким открытиям и изобретениям, которые при наменьшей затрате капитала могли бы приносить возможно большую пользу для большинства населения», причём пособия от общества должны «содействовать осуществлению и проведению в жизнь упомянутых открытий и изобретений, а не следовать за ними в виде премий, субсидий, медалей». Общество получило девиз: «Наука, труд, любовь, довольство».
В разработке устава общества приняли участие видные учёные того периода: профессор А. А. Тихомиров (ректор Московского университета), С. А. Фёдоров (директор Московского технического училища) и Н. А. Умов (президент Московского общества испытателей природы).
Первое заседание общества состоялось 17 мая 1909 года. Председателем был избран С. А. Фёдоров, заместителем председателя Н. А. Умов, секретарём — инспектор мастерских МТУ Н. Ф. Чарновский.
В совет общества вошли: А. А. Мануйлов, А. П. Гавриленко, П. Н. Лебедев, И. А. Каблуков, И. Х. Озеров, Н. Е. Жуковский, П. П. Петров, Я. Я. Никитинский, В. И. Гриневецкий, а также общественные деятели известные своими выдающимися успехами в области промышленности и техники: А. И. Коновалов, С. И. Четвериков, С. И. Бокастов и др.
Помимо Совета общества, его руководящими органами являлись экспертные комиссии, делившиеся по направлениям: воздухоплавание (пред. — Н. Е. Жуковский); химия (пред. — И. А. Каблуков); электроника, фотография, кинематография, приборы научного и учебного назначения и метеорология (пред. — П. Н. Лебедев); химическая технология, горное дело и металлургия (пред. — П. П. Петров и Я. Я. Никитинский); технология волоконных веществ (пред. — С. А. Фёдоров); железнодорожное дело, строительное и архитектурное дело, отопление и вентиляция (пред. — Гавриленко); двигатели всех родов (пред. — В. И. Гриневецкий); машины, орудия, приспособления и аппараты личного назначения (пред. — Н. Ф. Чарновский).
В экспертных комиссиях с 1909 по 1918 годы было рассмотрено свыше 1100 заявок на изобретения по различным направлениям техники.
Всего в обществе состояло около 100 действительных членов, в основном профессора российских университетов, а также десятки почётных членов из числа известных учёных. Общество располагало чертёжной мастерской, библиотекой и патентным отделом, в которых оказывалась помощь изобретателям по правильному оформлению заявочных свидетельств на выдачу охранных документов, привилегий и патентов. Общество участвовало в выставках, съездах, награждало медалями и премиями исследователей и изобретателей, активно участвовавших в работе общества. Оно приняло активное участие в подготовке 1-го съезда изобретателей, состоявшегося 1—3.10.1916 в здании Московского университета и прошёл под председательством Н. Е. Жуковского.
Общество Леденцова поддержало инициативу создания Московского научного института со специализацией в различных отраслях наук, с которой выступил ряд ведущих московских учёных, покинувших Московский университет в результате событий 1911 года. Первым в реализации этой программы в 1912 году было принято решение о финансировании строительства первого в России крупного научно-исследовательского Физического института в Москве на базе лаборатории П. Н. Лебедева в Московском городском народном университете А. Л. Шанявского. На средства общества были построены и оборудованы лаборатория И. П. Павлова в Санкт-Петербурге, аэродинамическая лаборатория Жуковского при Московском университете и лаборатория для испытания гребных винтов и моделей при ИМТУ.
Общество финансировало работы выдающихся химиков — А. Е. Чичибабина, Л. А. Чугаева, Н. М. Кижнера, исследования В. И. Вернадского в области радиоактивности минералов, Н. Д. Зелинского, К. Э. Циолковского и многих других. Общество обеспечивало техническим оборудованием инновационные исследования и целые научные направления, в частности Карадакскую биостанцию, издало научные труды Д. И. Менделеева.
С началом Первой мировой войны значительная часть средств общество направляло на проведение исследований и приготовление медикаментов.
```
И. П. Павлов писал: «...Мне верится, что Москва не менее чем ее другими историческими заслугами и деятелями будет гордиться впоследствии своим Обществом и его основателем – Христофором Семеновичем Леденцовым»
[
5
]
.
```

В последние годы существования в составе общества было 295 действительных и почётных членов. Обществом выпускался собственный журнал «Временник», в котором освещалась вся его финансовая, организационная, техническая и производственная деятельность.
Первоначально общество располагалось в помещении Политехнического общества, затем в собственном особняке на улице Земляной вал и арендовало у Московской городской управы участок городской земли, примыкающей к дому по Садовой и Сыромятной улицам в Яузской части Москвы для строительства новых помещений.  Капитал общества на 1.1.1917 составлял 1 689 315 рублей, помимо доходов с процентов капитала его рост происходил за счёт продажи недвижимости, принадлежавшей Х. С. Леденцову и завещанной обществу. Активно помогал обществу и московский городской голова Н. И. Гучков.
Постановлением ВСНХ РСФСР от 8.10.1918 общество было закрыто, а его имущество национализировано. В 1929—1930 гг. архив Леденцовского общества (1238 ед. хр.) был передан в Государственный исторический архив Московской области.